# Centro Nacional de Arte Teatral Les Kurbas
El Centro Nacional de Arte Teatral Les Kurbas es una institución estatal creada por decreto del Gabinete de Ministros de Ucrania el 12 de diciembre de 1994. El centro comenzó sus actividades en 1995 y actúa como un centro de investigación científica, producciones experimentales y cooperación cultural en el ámbito del arte teatral.

## Historia de la creación
El centro lleva el nombre de Les Kurbas, un director ucraniano, reformador teatral y fundador del teatro ucraniano moderno. La iniciativa de crear el centro fue de la doctora en estudios de arte Nelli Kornienko, quien dirigió la institución desde su fundación.
El edificio de la institución se encuentra en el centro histórico de Kyiv, en la calle Volodymyrska, 23-B, cerca de la Plaza Sofiyivska. La reconstrucción del edificio se completó en la década de 2000.

## Estructura y actividades
El Centro Nacional de Arte Teatral Les Kurbas consta de tres divisiones principales. La división científica se dedica a investigaciones fundamentales en el campo de la teatrología, la publicación de monografías, antologías de obras, almanaques científicos y revistas. Los talleres creativos sirven como espacio para producciones experimentales, el desarrollo de nuevas técnicas escénicas y la exploración artística. El departamento de proyectos culturológicos se enfoca en la organización de proyectos culturales, exposiciones, proyecciones de cine y conferencias internacionales. 
La biblioteca del centro cuenta con aproximadamente 4,500 libros y es un recurso importante para académicos y artistas.
Desde su creación, el Centro Nacional de Arte Teatral Les Kurbas organiza festivales internacionales, conferencias e intercambios culturales. La institución también investiga la historia del teatro ucraniano, incluyendo su contexto dentro de la cultura artística mundial, y publica trabajos académicos.
En 2007, se creó en el centro el Departamento de Proyectos Dramáticos, que se dedica al desarrollo de la dramaturgia ucraniana contemporánea, su traducción, publicación y promoción en Ucrania y en el extranjero. Los iniciadores del departamento fueron Neda Nezhdana, Yaroslav Vereshchak y Oleg Nikolaichuk. Entre los proyectos importantes se encuentran las recopilaciones y antologías anuales, incluida la serie "Lecturas de Kurbas", que aborda temas actuales en el ámbito teatral y culturológico. 
El centro organiza diversas iniciativas artísticas y científicas. Entre ellas:
- Conferencia Internacional "Les Kurbas y el contexto teatral mundial".
- Festival de dirección joven ucraniana en honor a Les Kurbas.
- Proyectos como el "Laboratorio Visual" con presentaciones de tendencias contemporáneas en el teatro y el arte.
- Talleres y entrenamientos para jóvenes directores, actores y dramaturgos.
- Proyecto multimedia "Les Kurbas en Kyiv”.

El Centro Nacional de Arte Teatral Les Kurbas tiene la categoría de certificación científica "A". El centro contribuye al desarrollo del arte teatral mediante la realización de investigaciones científicas, la implementación de métodos innovadores en la práctica teatral, la cooperación internacional y la preservación del patrimonio cultural del teatro ucraniano. 

## Colaboración con dramaturgos y directores
El centro ha trabajado estrechamente con destacados dramaturgos y estudiosos literarios como Olena Bondareva, Maryana Shapoval, Yulia Skybytska, la artista Olga Novikova, la teatróloga y dramaturga Oksana Taniuk, el editor Serhiy Maslakov y el dramaturgo-director Oleksandr Miroshnychenko.
Entre los directores que han colaborado con el centro se encuentran Anna Alexandrovych, Oleksandr Balaban, Yevhen Kurman, Diana Stein, Oleksandr Bilozub, Andriy Bilous, Yevhen Lapin y Mark Nestantiner.